# Belgorodi nemzetközi repülőtér
A Belgorodi nemzetközi repülőtér (IATA: EGO, ICAO: UUOB) (orosz nyelven: Международный Аэропорт Белгород) nemzetközi repülőtér Oroszországban, amely Belgorod közelében található. Éves utasforgalma 455 fő .

## Futópályák
A repülőtér futópályái:
- 11/29

## Forgalom
Az utasforgalom az elmúlt években az alábbi módon változott:
| Utasok száma | 198 697 | 280 605 | 396 932 | 416 817 | 346 469 | 468 773 | 455  | 468 672 | 252 953 | 582 534 |
|              | 2012    | 2013    | 2014    | 2015    | 2016    | 2017    | 2018 | 2019    | 2020    | 2021    |